# テアトロ演劇賞
テアトロ演劇賞は、カモミール社が刊行する演劇雑誌『テアトロ』が顕彰する演劇賞である。
1973年より1991年まで19回にわたって行われ、1992年に一旦休止となったが、2019年・第20回（通算）として復活した。前年に東京、京都、大阪およびその近郊で上演された優れた作品より、新しい試み、将来性のある新人、積年の功労、各演劇賞発表後の選考となるため、それらが網羅し得なかった作品・人物、角度を変えて見たときの功績、などを対象としている。
テアトロ新人戯曲賞は1990年に創設され、公募型の新人賞として現在に至る。
両賞共に毎年『テアトロ4月号』（3月13日発売）で発表される。

## 受賞
| 回 | 年度 | 受賞者、団体、作品                                             |
| -- | ---- | -------------------------------------------------------------- |
| １ | '73  | 村山知義                                                       |
| ２ | '74  | 吉井澄雄                                                       |
| ３ | '75  | 増見利清                                                       |
| ４ | '76  | 奈良岡朋子                                                     |
| ５ | '77  | 文学座『にしむくさむらい』スタッフ                             |
| ６ | '78  | 宇野重吉                                                       |
| ７ | '79  | 朝倉 摂                                                        |
| ８ | '80  | 清水邦夫                                                       |
| ９ | '81  | 日下武史                                                       |
| 10 | '82  | 『アマデウス』                                                 |
| 11 | '83  | 別役 実                                                        |
| 12 | '84  | 浅利慶太                                                       |
| 13 | '85  | 市川猿之助                                                     |
| 14 | '86  | 蜷川幸雄                                                       |
| 15 | '87  | 井上ひさし                                                     |
| 16 | '88  | ―                                                              |
| 17 | '89  | 新宿梁山泊 中村伸郎（特別賞）                                  |
| 18 | '90  | 清水邦夫                                                       |
| 19 | '91  | 野田秀樹                                                       |
| 20 | '19  | 池田政之 東京演劇集団 風 岡田正子（功労賞） 三條三輪（功労賞） |
| 21 | '20  | 杉山剛志 栗原小巻（特別賞） 坂本長利（功労賞）                 |